# Alegoria (EP)
Alegoria (estilizada em letras maiúsculas) é o primeiro EP (extended play) do cantor e drag queen brasileiro Gloria Groove. Foi lançado em 12 de novembro de 2019.

## Antecedentes
Em 21 de outubro de 2019, Groove anunciou o EP pelas suas redes sociais. Em 11 de novembro de 2019, no Encontro com Fátima Bernardes, Groove confirmou a data de lançamento do EP e que é um projeto audiovisual.

## Lista de faixas
Lista de faixas adaptadas do Tidal.
| N.º            | Título                              | Compositor(es)                                 | Produtor(es)        | Duração |  |
| 1.             | "Mil Grau"                          | Gloria Groove Pablo Bispo Sergio Santos Ruxell | Bispo Ruxell Santos | 2:25    |  |
| 2.             | "Magenta Ca$H" (part. Monna Brutal) | Groove Bispo Santos Ruxell Brutal              | Ruxell Santos Bispo | 2:38    |  |
| 3.             | "Sedanapo"                          | Groove Bispo Santos Ruxell                     | Bispo Ruxell Santos | 2:37    |  |
| 4.             | "A Caminhada"                       | Groove Bispo Santos Ruxell                     | Bispo Ruxell Santos | 2:57    |  |
| Duração total: | Duração total:                      | Duração total:                                 | Duração total:      | 10:37   |  |